# Ашихмін Сергій Анатолійович
Ашихмін Сергій Анатолійович (23 грудня 1977, смт. Малинівка, Українська РСР, СРСР — 24 жовтня 2012) — російський офіцер Управління спеціальних операцій Центру спеціального призначення Федеральної служби безпеки. Герой Росії (2012).

## Життєпис
Народився 23 грудня 1977 в селищі міського типу Малинівка нині Чугуївського району Харківської області (Україна).
У 1995 році закінчив Санкт-Петербурзьке суворовське військове училище. У Збройних Силах Російської Федерації з серпня 1995 року. У 1999 році закінчив Московський військовий інститут Федеральної прикордонної служби Російської Федерації (ФПС Росії). Офіцерську службу проходив у військових частинах Північно-Західного регіонального управління ФПС Росії.
У липні 2002 року був зарахований до управління спеціальних операцій Центру спеціального призначення Федеральної служби безпеки Російської Федерації (ФСБ Росії ЦСН). Неодноразово виїжджав у службові відрядження в Чеченську Республіку і в інші регіони Північного Кавказу, учасник численних бойових і спеціальних операцій. За відмінності в бойових діях був удостоєний державних та відомчих нагород.
Загинув 24 жовтня 2012 під час проведення спеціальної операції в Казані (Татарстан).
Похований у Москві.

## Нагороди
- Указом Президента Російської Федерації № 1660 від 14 грудня 2012 року за мужність, відвагу і героїзм, проявлені при виконанні військового обов'язку, майору Ашихміну Сергію Анатолійовичу присвоєно звання Героя Російської Федерації (посмертно).
- Нагороджений медалями, в тому числі «За відвагу», Суворова.